# 西贝柳斯 (软件)
西贝柳斯（Sibelius）是西贝柳斯软件（Sibelius Software Limited；现属艾维科技）开发的一个制谱软件，是世界上销量最大的同类产品。除了制作乐谱外，它还可以用通过合成声音等方式播放音乐。

## 历史
公司以芬兰作曲家让·西贝柳斯的名字命名，由双胞胎兄弟本和乔纳森·芬恩于1993年4月创立，用以推销同名软件。该软件最早的名字是“西贝柳斯7”（Sibelius 7），以纪念西贝柳斯和西贝柳斯的第7号交响曲
2006年8月，该公司被艾维科技收购，成为其Digidesign部门的一部分，Pro Tools也是由该部门制作的。2012年7月，艾维科技宣布将关闭西贝柳斯伦敦办事处，并开除當時的开发团队，苏格兰作曲家德里克·威廉姆斯牵头，发起了抗议。之后，艾维科技被迫重新招募了一批新人继续开发西贝柳斯，而Steinberg则趁勢聘请了被開除的原西贝柳斯前团队，前来开发竞品Dorico。